# Coppa della Confederazione CAF 2024-2025
La Coppa della Confederazione CAF 2024-2025, anche nota come TotalEnergies CAF Confederation Cup 2024-2025 per motivi di sponsorizzazione, è stata la ventiduesima edizione della seconda più importante competizione calcistica organizzata dalla CAF. È iniziata il 16 agosto 2024 e si è conclusa con la finale del 25 maggio 2025. La vincitrice del torneo otterrà la qualificazione per la Supercoppa CAF 2025 contro i vincitori della CAF Champions League 2024-2025. La squadra campione in carica era lo Zamalek. 
La competizione è stata vinta dal RS Berkane, che ha vinto la coppa per la terza volta nella sua storia. 

## Sistema della graduatoria
Tutte le 56 federazioni membro della CAF possono partecipare alla competizione, con le prime 12 federazioni nella Classifica quinquennale della CAF che ottengono due slot. Di conseguenza, alla competizione possono iscriversi fino a 68 club (con l'aggiunta di altre 16 squadre eliminate dalla CAF Champions League), anche se questo numero non è mai stato raggiunto.
La CAF calcola i punti per ogni associazione in base ai risultati dei propri club nelle precedenti 5 edizioni della Champions League e della Coppa della Confederazione CAF, non prendendo in considerazione l'anno corrente. I criteri per i punti sono i seguenti:
|                                          | CAF Champions League | Coppa della Confederazione CAF |
| ---------------------------------------- | -------------------- | ------------------------------ |
| Vincitore                                | 6 punti              | 5 punti                        |
| Seconda                                  | 5 punti              | 4 punti                        |
| Eliminate alle semifinali                | 4 punti              | 3 punti                        |
| Eliminate ai quarti di finale (dal 2017) | 3 punti              | 2 punti                        |
| 3º posto nei gruppi                      | 2 punti              | 1 punti                        |
| 4º posto nei gruppi                      | 1 punto              | 0,5 punti                      |

I punti sono moltiplicati per un dato coefficiente a seconda dell'anno
- 2023-24 – 5
- 2022-23 – 4
- 2021-22 – 5
- 2020-21– 2
- 2019-10 – 1

## Squadre partecipanti
Le seguenti 52 squadre (provenienti da 40 federazioni) partecipano alla competizione. Le squadre in grassetto iniziano il torneo dal secondo turno.
| Federazione        | Ranking (punti) | Club                  | Qualificazione                               |
| ------------------ | --------------- | --------------------- | -------------------------------------------- |
| Egitto             | 1 (184)         | Zamalek               | Campione in carica                           |
| Egitto             | 1 (184)         | Al-Masry              | 3° in Prima Lega 2023-2024 dopo 17 giornate. |
| Marocco            | 2 (148)         | RS Berkane            | 3° in Botola 1 Pro 2023-2024                 |
| Marocco            | 2 (148)         | Union Touarga         | 4° in Botola 1 Pro 2023-2024                 |
| Algeria            | 3 (119)         | CS Constantine        | 3° in Ligue 1 2023-2024                      |
| Algeria            | 3 (119)         | USM Alger             | 4° in Ligue 1 2023-2024                      |
| Sudafrica          | 4 (106)         | Stellenbosch          | 3° in Premier Division 2023-2024             |
| Sudafrica          | 4 (106)         | Sekhukhune United     | 4° in Premier Division 2023-2024             |
| Tunisia            | 5 (97)          | Sfaxien               | 3° in Ligue Professionelle 1 2023-2024       |
| Tunisia            | 5 (97)          | Stade Tunisien        | Vincitore della Coupe de Tunisie 2023-2024   |
| Tanzania           | 6 (97)          | Simba                 | 3° in Ligi Kuu Bara 2023-2024                |
| Tanzania           | 6 (97)          | Coastal Union         | 4° in Ligi Kuu Bara 2023-2024                |
| RD del Congo       | 7 (54)          | Saint Éloi Lupopo     | 3° in Linafoot 2023-2024                     |
| RD del Congo       | 7 (54)          | Vita Club             | Vincitore della Coupe de Congo 2023-2024     |
| Angola             | 8 (51.5)        | Desportivo Lunda Sul  | 3° in Girabola 2023-2024                     |
| Angola             | 8 (51.5)        | Bravos do Maquis      | Finalista della Taça de Angola 2023-2024     |
| Libia              | 10 (35)         | Al-Ahly Tripoli       | 3° in Prima Lega 2023-2024                   |
| Libia              | 10 (35)         | Al-Hilal Bengasi      | 4° in Prima Lega 2023-2024                   |
| Costa d'Avorio     | 11 (30.5)       | ASEC Mimosas          | 3° in Ligue 1 2023-2024                      |
| Costa d'Avorio     | 11 (30.5)       | RC Abidjan            | Vincitore della Coupe de Côte d'Ivoire 2024  |
| Nigeria            | 12 (25)         | Enyimba               | 3° in Nigeria Premier League 2023-2024       |
| Nigeria            | 12 (25)         | El-Kanemi Warriors    | Vincitore della Coppa di Nigeria 2024        |
| Guinea             | 13 (20.5)       | Hafia                 | 3° in Ligue 1 2023-2024                      |
| Ghana              | 14 (20)         | Nsoatreman            | Vincitore della Coppa di Ghana 2023-2024     |
| Mali               | 15 (15)         | Stade Malien          | Vincitore della Coupe du Mali 2023-2024      |
| Camerun            | 16 (11.5)       | Fovu Baham            | Vincitore della Coupe du Cameroun 2024       |
| Rep. del Congo     | 18 (9.5)        | Otohô                 | 2° in Ligue 1 2023-2024                      |
| Botswana           | 19 (8)          | Orapa United          | Vincitore della Coppa di Botswana 2024       |
| Zambia             | 20 (7.5)        | ZESCO Utd             | 2° in Super League 2023-2024                 |
| Senegal            | 21 (6)          | Jaraaf                | Vincitore della Coupe du Sénégal 2023        |
| Togo               | 22 (4)          | ASC Kara              | Première Division 2023-2024                  |
| Uganda             | 22 (4)          | Kitara                | 2° in Premier League 2023-2024               |
| eSwatini           | 24 (1.5)        | Nsingizini Hotspurs   | 2° in Premier League 2023-2024               |
| Niger              | 24 (1.5)        | ASFAN                 | Vincitore della Coppa di Niger 2024          |
| Burkina Faso       | 26 (1)          | Étoile Ouagadougou    | Vincitore della Coupe du Faso 2024           |
| Zimbabwe           | 26 (1)          | Dynamos               | Vincitore della Coppa di Zimbabwe 2024       |
| Benin              | 28 (0.5)        | Dadjè                 | Vincitore della Coupe du Bénin 2024          |
| Burundi            | -               | Rukinzo               | Vincitore della Coupe du Burundi 2024        |
| Ciad               | -               | Elect Sport N'Djamena | 2° in Championnat National 2024              |
| Comore             | -               | Alizé Fort            | Vincitore della Comoros Cup 2024             |
| Guinea Equatoriale | -               | 15 de Agosto          | Vincitore della Copa de Su Excelencia 2024   |
| Etiopia            | -               | Ethio-Bunna           | 2° in Prima Lega 2023-2024                   |
| Kenya              | -               | Kenya Police          | Vincitore della Coppa di Kenya 2024          |
| Liberia            | -               | Paynesville           | Vincitore della Coppa di Liberia 2024        |
| Madagascar         | -               | Elgeco Plus           | Vincitore della Coupe de Madagascar 2024     |
| Mozambico          | -               | Black Bulls           | Vincitore della Taça de Moçambique 2024      |
| Ruanda             | -               | Police                | Vincitore della Coppa di Ruanda 2024         |
| Seychelles         | -               | Foresters             | Vincitore della Seychelles FA Cup 2024       |
| Sierra Leone       | -               | East End Lions        | Vincitore della Coppa di Sierra Leone 2024   |
| Somalia            | -               | Horseed               | Vincitore della Coppa di Somalia 2024        |
| Sudan del Sud      | -               | Jamus                 | Vincitore della Coppa del Sudan del Sud 2024 |
| Zanzibar           | -               | Ujamaa                | Vincitore della Coppa di Zanzibar 2024       |

## Turni e date dei sorteggi
| Fase           | Turno            | Data sorteggio | Andata               | Ritorno              |
| -------------- | ---------------- | -------------- | -------------------- | -------------------- |
| Qualificazioni | Primo turno      | 11 luglio 2024 | 16-18 agosto 2024    | 23-25 agosto 2024    |
| Qualificazioni | Secondo turno    | 11 luglio 2024 | 13-15 settembre 2024 | 20-22 settembre 2024 |
| Fase a gironi  | 1ª giornata      | 2024           | ottobre 2024         | ottobre 2024         |
| Fase a gironi  | 2ª giornata      | 2024           | novembre 2024        | novembre 2024        |
| Fase a gironi  | 3ª giornata      | 2024           | dicembre 2024        | dicembre 2024        |
| Fase a gironi  | 4ª giornata      | 2024           | gennaio 2025         | gennaio 2025         |
| Fase a gironi  | 5ª giornata      | 2024           | febbraio 2025        | febbraio 2025        |
| Fase a gironi  | 6ª giornata      | 2024           | febbraio 2025        | febbraio 2025        |
| Fase finale    | Quarti di finale | 2025           | marzo 2025           |                      |
| Fase finale    | Semifinali       | 2025           | marzo 2025           |                      |
| Fase finale    | Finale           | 2025           | maggio 2025          |                      |

## Qualificazioni
Il sorteggio per i turni preliminari si è tenuto il 25 luglio 2023 a Il Cairo.
Le gare dei preliminari si giocano con partite di andata e ritorno; in caso di pareggio si applica la regola dei gol in trasferta e, se ancora in parità, si passa direttamente ai calci di rigore.

### Primo turno
| Squadra 1           | Totale        | Squadra 2             | Andata | Ritorno |
| ------------------- | ------------- | --------------------- | ------ | ------- |
| El-Kanemi Warriors  | 2-3           | Dadjè                 | 1-1    | 1-2     |
| ASC Kara            | 4-2           | ASFAN                 | 2-2    | 2-0     |
| Paynesville         | 5-0           | Fovu Baham            | 4-0    | 1-0     |
| Hafia               | 1-1 (gfc)     | Étoile Ouagadougou    | 1-1    | 0-0     |
| Union Touarga       | 0-0 (1-2 dtr) | RC Abidjan            | 0-0    | 0-0     |
| East End Lions      | 0-4           | Jaraaf                | 0-1    | 0-3     |
| Kenya Police        | 1-0           | Ethio-Bunna           | 0-0    | 1-0     |
| Jamus               | 0-5           | Stade Tunisien        | 0-1    | 0-4     |
| Ujamaa              | 1-5           | Al-Ahly Tripoli       | 0-2    | 1-3     |
| Kitara              | 4-6           | Al-Hilal Bengasi      | 2-3    | 2-3     |
| Horseed             | 0-2           | Rukinzo               | 0-0    | 0-2     |
| Nsingizini Hotspurs | 0-8           | Stellenbosch          | 0-3    | 0-5     |
| Elgeco Plus         | 1-1 (gfc)     | Desportivo Lunda Sul  | 1-1    | 0-0     |
| Bravos do Maquis    | 3-0           | Coastal Union         | 3-0    | 0-0     |
| Alizé Fort          | 0-11          | Black Bulls           | 0-7    | 0-4     |
| 15 de Agosto        | 1-4           | Otohô                 | 0-2    | 1-2     |
| Foresters           | 1-3           | Orapa United          | 1-1    | 0-2     |
| Dynamos             | 1-0           | ZESCO Utd             | 1-0    | 0-0     |
| Nsoatreman          | 5-0           | Elect Sport N'Djamena | 3-0    | 2-0     |
| CS Constantine      | 4-1           | Police                | 2-0    | 2-1     |

### Secondo turno
| Squadra 1            | Totale        | Squadra 2         | Andata | Ritorno |
| -------------------- | ------------- | ----------------- | ------ | ------- |
| Dadjè                | 0-7           | RS Berkane        | 0-2    | 0-5     |
| ASC Kara             | 2-3           | ASEC Mimosas      | 2-1    | 0-2     |
| Paynesville          | 2-3           | Stade Malien      | 1-0    | 1-3     |
| Étoile Ouagadougou   | 0-0 (2-3 dtr) | Enyimba           | 0-0    | 0-0     |
| RC Abidjan           | 0-3           | Jaraaf            | 0-0    | 0-3     |
| Kenya Police         | 1-3           | Zamalek           | 0-1    | 1-2     |
| Stade Tunisien       | 1-2           | USM Alger         | 1-0    | 0-2     |
| Al-Ahly Tripoli      | 1-3           | Simba             | 0-0    | 1-3     |
| Al-Hilal Bengasi     | 5-5 (3-5 dtr) | Al-Masry          | 3-2    | 2-3     |
| Rukinzo              | 0-2           | Sfaxien           | 0-1    | 0-1     |
| Stellenbosch         | 3-1           | Vita Club         | 2-0    | 1-1     |
| Desportivo Lunda Sul | 2-2 (gfc)     | Sekhukhune United | 1-0    | 1-2     |
| Bravos do Maquis     | 3-1           | Saint Éloi Lupopo | 1-0    | 2-1     |
| Black Bulls          | 2-2 (gfc)     | Otohô             | 1-0    | 1-2     |
| Orapa United         | 1-1 (3-1 dtr) | Dynamos           | 0-1    | 1-0     |
| Nsoatreman           | 0-3           | CS Constantine    | 0-2    | 0-1     |

## Fase a gironi
Il sorteggio per la fase a gironi si terrà il 7 ottobre 2024 al Cairo; sono ammesse alla fase a gironi le 16 vincitrici del secondo turno preliminare, che saranno sorteggiate in 4 gruppi da 4 squadre ciascuno.
Le squadre sono divise in fasce, in base alle loro performance nelle competizioni CAF nelle cinque stagioni precedenti: ogni girone contiene una squadra di prima fascia, una di seconda e due provenienti dalla terza fascia.
| Fascia 1   | Fascia 2     | Fascia 3         | Fascia 3             |
| ---------- | ------------ | ---------------- | -------------------- |
| Zamalek    | ASEC Mimosas | Enyimba          | Desportivo Lunda Sul |
| RS Berkane | Stade Malien | Jaraaf           | Orapa United         |
| Simba      | Al-Masry     | CS Constantine   | Black Bulls          |
| USM Alger  | Sfaxien      | Bravos do Maquis | Stellenbosch         |

### Gruppo A
| Squadra          | P.ti | G | V | P | S | GF | GS | DG |
| ---------------- | ---- | - | - | - | - | -- | -- | -- |
| Simba            | 13   | 6 | 4 | 1 | 1 | 8  | 4  | +4 |
| CS Constantine   | 12   | 6 | 4 | 0 | 2 | 12 | 6  | +6 |
| Bravos do Maquis | 7    | 6 | 2 | 1 | 3 | 7  | 14 | -7 |
| Sfaxien          | 3    | 6 | 1 | 0 | 5 | 7  | 10 | -3 |

### Gruppo B
| Squadra              | P.ti | G | V | P | S | GF | GS | DG  |
| -------------------- | ---- | - | - | - | - | -- | -- | --- |
| RS Berkane           | 16   | 6 | 5 | 1 | 0 | 12 | 1  | +11 |
| Stellenbosch         | 9    | 6 | 3 | 0 | 3 | 6  | 10 | -4  |
| Desportivo Lunda Sul | 5    | 6 | 1 | 2 | 3 | 2  | 6  | -4  |
| Stade Malien         | 4    | 6 | 1 | 1 | 4 | 3  | 6  | -3  |

### Gruppo C
| Squadra      | P.ti | G | V | P | S | GF | GS | DG  |
| ------------ | ---- | - | - | - | - | -- | -- | --- |
| USM Alger    | 14   | 6 | 4 | 2 | 0 | 14 | 2  | +12 |
| ASEC Mimosas | 8    | 6 | 2 | 2 | 2 | 7  | 5  | +2  |
| Jaraaf       | 8    | 6 | 2 | 2 | 2 | 2  | 4  | -2  |
| Orapa United | 2    | 6 | 0 | 2 | 4 | 1  | 13 | -12 |

### Gruppo D
| Squadra     | P.ti | G | V | P | S | GF | GS | DG |
| ----------- | ---- | - | - | - | - | -- | -- | -- |
| Zamalek     | 14   | 6 | 4 | 2 | 0 | 11 | 4  | +7 |
| Al-Masry    | 9    | 6 | 2 | 3 | 1 | 7  | 4  | +3 |
| Enyimba     | 5    | 6 | 1 | 2 | 3 | 8  | 12 | -4 |
| Black Bulls | 4    | 6 | 1 | 1 | 4 | 7  | 13 | -6 |

## Fase ad eliminazione diretta
Il sorteggio per la fase ad eliminazione diretta è strutturato come segue:
- Per i sorteggi dei quarti di finale le quattro squadre prime classificate nel girone sono sorteggiate contro le quattro seconde classificate, con la squadra prima del girone che gioca in casa la gara di ritorno. Le squadre provenienti dallo stesso girone non possono essere sorteggiate le une contro le altre, mentre squadre della stessa nazione possono incontrarsi già ai quarti di finale.
- Per i sorteggi delle semifinali non sono previste teste di serie e le squadre provenienti dallo stesso girone possono essere accoppiate. Dal momento che i sorteggi per i quarti di finale e per le semifinali si tengono contemporaneamente, al momento del sorteggio delle semifinali le vincenti dei quarti di finale non sono ancora note.

| Girone | Vincitore  | 2º classificato |
| ------ | ---------- | --------------- |
| A      | Simba      | CS Constantine  |
| B      | RS Berkane | Stellenbosch    |
| C      | USM Alger  | ASEC Mimosas    |
| D      | Zamalek    | Al-Masry        |

### Tabellone
Il sorteggio per la fase ad eliminazione diretta si è tenuto il 20 febbraio 2025 a Doha, in Qatar.
|  | Quarti di finale     | Quarti di finale     | Quarti di finale | Quarti di finale | Quarti di finale |  |  | Semifinali     | Semifinali     | Semifinali | Semifinali | Semifinali |   |   | Finale     | Finale     | Finale | Finale | Finale |  |
|  |                      |                      |                  |                  |                  |  |  |                |                |            |            |            |   |   |            |            |        |        |        |  |
|  | ASEC Mimosas         | ASEC Mimosas         | 0                | 0                | 0                |  |  |                |                |            |            |            |   |   |            |            |        |        |        |  |
|  | RS Berkane           | RS Berkane           | 1                | 1                | 2                |  |  | RS Berkane     | RS Berkane     | 4          | 0          | 4          |   |   |            |            |        |        |        |  |
|  | CS Constantine (dtr) | CS Constantine (dtr) | 1                | 1                | 2                |  |  | CS Constantine | CS Constantine | 0          | 1          | 1          |   |   |            |            |        |        |        |  |
|  | USM Alger            | USM Alger            | 1                | 1                | 2                |  |  |                |                |            |            |            |   |   | RS Berkane | RS Berkane | 2      | 1      | 3      |  |
|  | Al-Masry             | Al-Masry             | 2                | 0                | 2                |  |  |                |                | Simba      | Simba      | 0          | 1 | 1 |            |            |        |        |        |  |
|  | Simba (dtr)          | Simba (dtr)          | 0                | 2                | 2                |  |  | Simba          | Simba          | 1          | 0          | 1          |   |   |            |            |        |        |        |  |
|  | Stellenbosch         | Stellenbosch         | 0                | 1                | 1                |  |  | Stellenbosch   | Stellenbosch   | 0          | 0          | 0          |   |   |            |            |        |        |        |  |
|  | Zamalek              | Zamalek              | 0                | 0                | 0                |  |  |                |                |            |            |            |   |   |            |            |        |        |        |  |

### Quarti di finale
| Squadra 1      | Totale          | Squadra 2  | Andata | Ritorno |
| -------------- | --------------- | ---------- | ------ | ------- |
| Stellenbosch   | 1 - 0           | Zamalek    | 0 - 0  | 1 - 0   |
| ASEC Mimosas   | 0 - 2           | RS Berkane | 0 - 1  | 0 - 1   |
| CS Constantine | 2 - 2 (4-3 dtr) | USM Alger  | 1 - 1  | 1 - 1   |
| Al-Masry       | 2 - 2 (1-4 dtr) | Simba      | 2 - 0  | 0 - 2   |

### Semifinali
| Squadra 1  | Totale | Squadra 2      | Andata | Ritorno |
| ---------- | ------ | -------------- | ------ | ------- |
| RS Berkane | 4 - 1  | CS Constantine | 4 - 0  | 0 - 1   |
| Simba      | 1 - 0  | Stellenbosch   | 1 - 0  | 0 - 0   |

### Finale
| Squadra 1  | Totale | Squadra 2 | Andata | Ritorno |
| ---------- | ------ | --------- | ------ | ------- |
| RS Berkane | 3 - 1  | Simba     | 2 - 0  | 1 - 1   |